# Goten

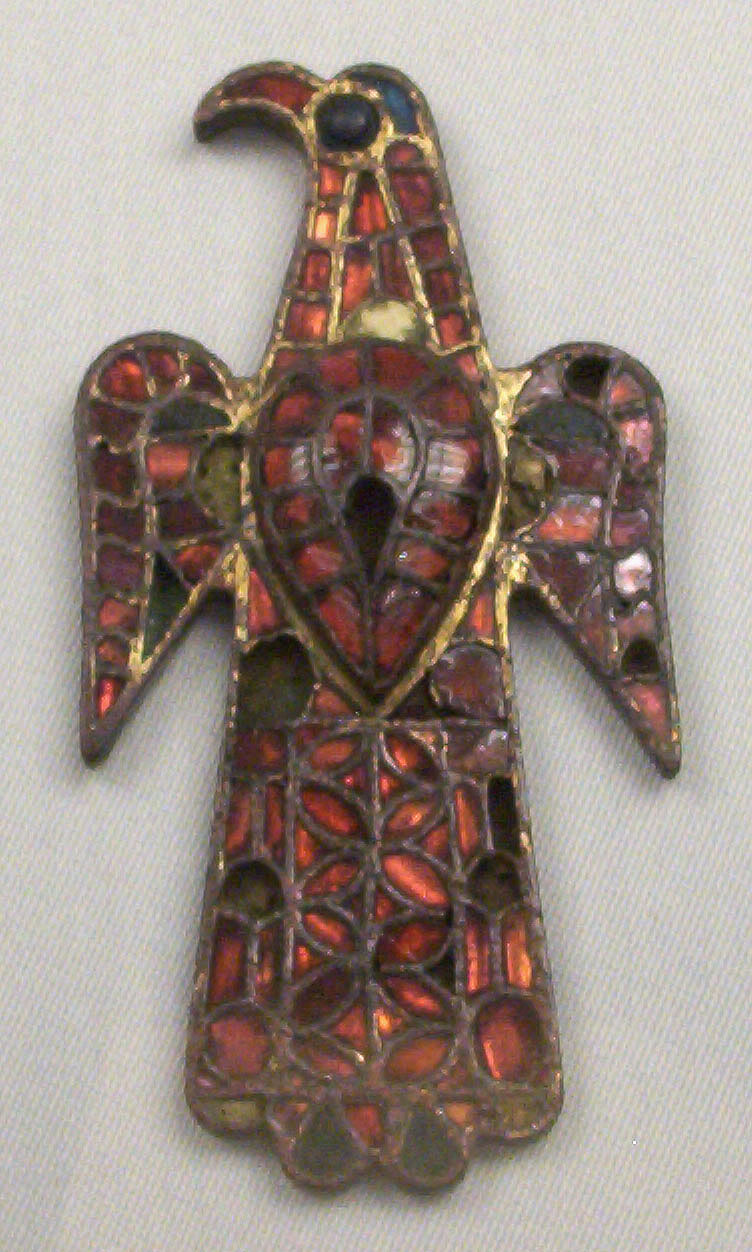
Gotische Adlerfibel, Museo Arqueológico Nacional Madrid (Spanien)

Die Goten waren ein ostgermanisches Volk, das ab dem 3. Jahrhundert mehrfach in militärische Konflikte mit den Römern verwickelt war. Während der Völkerwanderungszeit bildeten zunächst die West- und dann die Ostgoten eigene Reiche (Westgotenreich, Ostgotenreich) auf dem Boden des Imperium Romanum, die ihrerseits 711 bzw. 552 untergingen.
Umstritten ist der Ursprung der Goten. Zur Zeitenwende siedelte im Bereich der Weichselmündung ein Volk, das antiken Autoren wie Tacitus unter dem Namen Gotonen (Gutonen; gotisch Gutans) bekannt war. Der Name wird oft vom gotischen Wort giutan („gießen“) oder gutans („gegossen“) abgeleitet und als „Ausgießer“ gedeutet. Ob diese Völker die Vorfahren der späteren Goten waren, wie früher angenommen wurde, ist umstritten. Nach Berichten des spätantiken Geschichtsschreibers Jordanes stammten die Goten ursprünglich aus Skandinavien, doch stellt dies nach Ansicht der modernen Forschung eher eine Fiktion dar.
Mit dem Ausgangspunkt, dass die Gutonen die Vorfahren der Goten waren, wird die Annahme gestützt, dass in der zweiten Hälfte des 2. Jahrhunderts ein Teil des Volkes nach Südosten zum Schwarzen Meer zog. Andere Forscher vertreten hingegen die Ansicht, dass die Goten erst im Schwarzmeerraum und damit im Vorfeld der römischen Grenze als eigene Völkerschaft entstanden seien (siehe Ethnogenese). Nach ersten Auseinandersetzungen mit dem Römischen Reich in Südosteuropa zu Beginn der Reichskrise des 3. Jahrhunderts kam es am Ende des 3. Jahrhunderts zur Spaltung in eine östliche (Greutungen) und eine westliche Gruppe (Terwingen), aus denen sich später – vereinfachend gesagt – die Ostgoten (Ostrogothi) und die Westgoten (Visigothi) entwickelten.
Die Greutungen oder Ostgoten wurden um 375 von den Hunnen unterworfen. Nach dem Niedergang der Hunnen Mitte des 5. Jahrhunderts wurden die Ostgoten zunächst römische Foederaten (Verbündete), eroberten aber 488 unter Theoderich Italien, formal im Auftrag Ostroms. Nach Theoderichs Tod zerfiel das Ostgotenreich um 550 unter dem Ansturm der oströmischen Truppen Kaiser Justinians im Gotenkrieg (535–554).
Die Terwingen (die späteren Westgoten) schlugen im Jahre 378 das oströmische Heer unter Kaiser Valens in der Schlacht von Adrianopel vernichtend (Gotenkrieg (376–382)). Sie wurden 382 römische Foederaten und gründeten Anfang des 5. Jahrhunderts ein Reich in Gallien, das von den Franken zu Beginn des 6. Jahrhunderts nach Hispanien verdrängt wurde. Das Westgotenreich unterlag 711 den muslimischen Mauren im Rahmen der islamischen Expansion im Frühmittelalter.

## Stammesnamen
Die Westgoten wurden auch Tervingi (hauptsächlich in ihren Siedlungsgebieten nördlich der Donau) oder Vesigithi bzw. Visigothi (hier jeweils die lateinischen Formen) genannt. Terwingen bedeutet „Waldleute“ (gotisch triu „Baum“). Vesi ist eine prunkende Selbstbezeichnung, die so viel wie „die Edlen/Guten“ bedeutet.
Für die Ostgoten bestehen grundsätzlich zwei Namensformen: Ostrogot(h)i, Ostrogotae und Greutungi (Nebenformen: Greothingi, Grutungi, Grauthungi), wobei Greutungen frei übersetzt „Steppenbewohner“ oder „Strandbewohner“ heißt. Die älteste überlieferte Form von Ostgoten ist Austrogoti (Historia Augusta, Vita Claudii 6,2). Es handelt sich um eine Selbstbezeichnung, abgeleitet aus einem durch Wulfila überlieferten bibelgotischen Lexem, dem Kompositum *Austra-gutans. Im germanischen Vergleich bedeutet austra „östlich“. Anderweitige Deutungen wie „die durch den Sonnenaufgang glänzenden Goten“ sind etymologisch nicht beweisbar. Solche Deutungen erfolgten beispielsweise durch Herwig Wolfram von austr(o)-a als „glänzend, strahlend“, von germanisch *ausra (dazu auch Ostern).
Später wurden die Namen Vesigothi und Ostrogothi von Cassiodor, einem hohen römischen Beamten des Ostgotenkönigs Theoderich, in anachronistischer Weise in Westgoten und Ostgoten umgedeutet, als die Trennung der Stämme deutlich wurde. Als dritte Volksgruppe neben Ost- und Westgoten nennt Cassiodor die Gepiden. Sie waren ursprünglich wohl ein eigenes Volk und hatten sich dem Südzug der Goten angeschlossen. Die Gepiden blieben größtenteils im Hinterland, nahe den Karpaten, und spielten politisch eine eher untergeordnete Rolle. Die Westgoten siedelten nördlich der Donau, während die Ostgoten sich an der Mündung des Dnepr ausbreiteten, unter anderem auch auf der Krim. Die Westgoten konstituierten sich in einer von vielen Kleinkönigen beherrschten Oligarchie, während das Königshaus der Amaler bei den Ostgoten (angeblich) seine Macht erhalten konnte. Historisch bezeugt sind die Amaler jedoch erst seit dem späten 4. Jahrhundert n. Chr., der uralte Stammbaum, den Jordanes angab, ist konstruiert.
Jordanes nannte neben West- und Ostgoten eine weitere, angeblich zahlreiche Gruppe, die er als Kleingoten bezeichnet. Diese Kleingoten, denen der gotische Bischof Wulfila angehörte, sollen zu Jordanes’ Zeiten die Gegend von Nikopolis in Moesia besiedelt haben.

## Geschichte

### Die Goten vor der Trennung

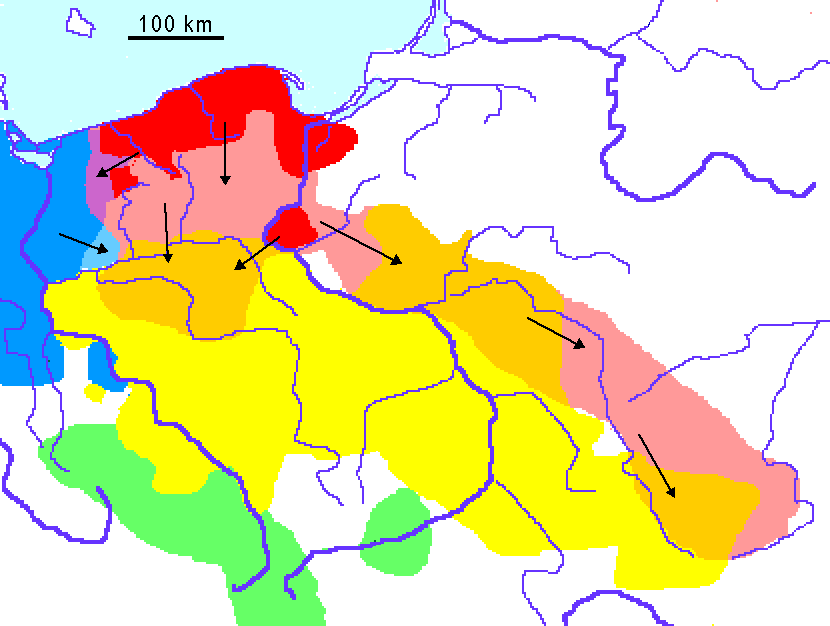
rot: Oxhöft-Kultur, dann frühe Wielbark-Kultur
blau:Jastorf-Kultur (hell: Ausweitung, lila: verdrängt)
gelb: Przeworsk-Kultur (orange: verdrängt)
rosa, orange, lila: Ausweitung der Wielbark-Kultur (2. Jahrhundert)

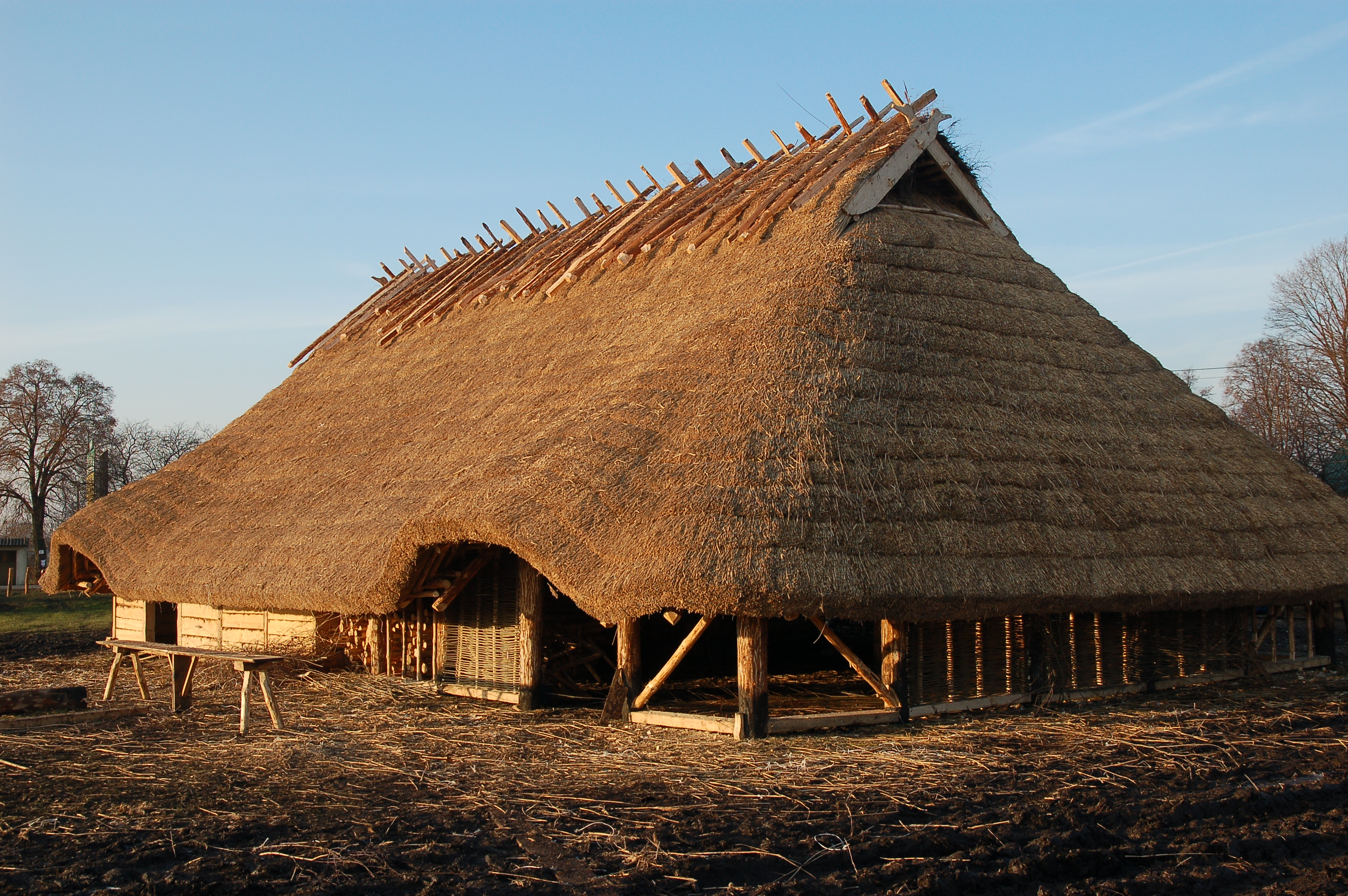
Rekonstruktion eines gotischen Langhauses bei Masłomęcz im Powiat Hrubieszów (2./3. Jahrhundert)

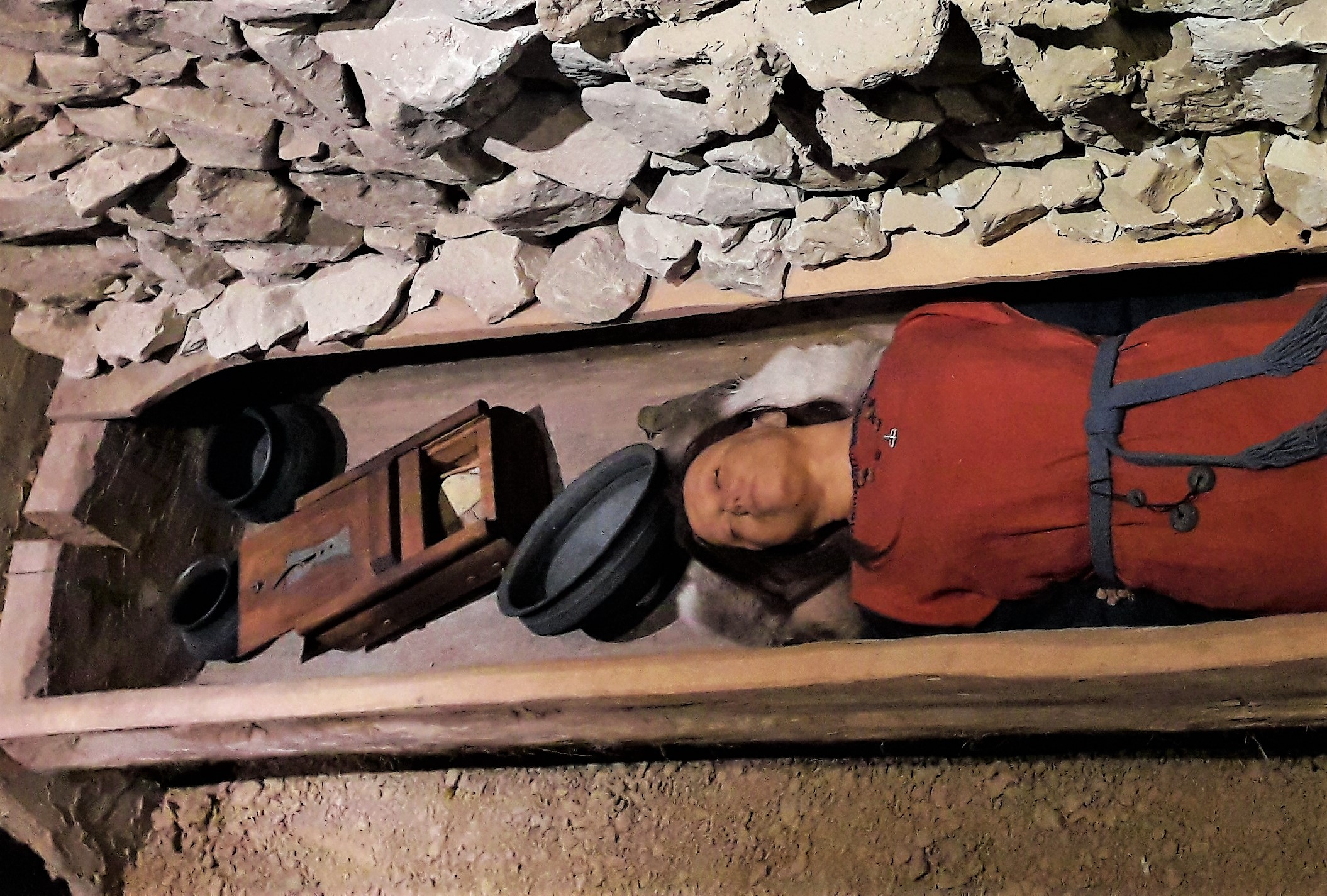
Rekonstruiertes gotisches Frauengrab von Masłomęcz, im Baumsarg

#### Herkunft: Stammeslegende und Realität
Die ersten Erwähnungen der Goten finden sich bei den antiken Geschichtsschreibern Tacitus, Strabon und Claudius Ptolemäus als Gotonen. Aus deren Nachrichten ergibt sich das Bild eines Stammesverbandes mit einem für germanische Verhältnisse bemerkenswert starken Königtum, der zur Zeitenwende nördlich des Weichselknies im Machtbereich der Markomannen siedelte. Westliche Nachbarn an der Ostseeküste waren die Rugier. Ob die südwestlichen Nachbarn, also Vandalen und Lugier, zwei Stammesverbände waren oder einer, ist unklar.
Als Cassiodor im ersten Drittel des 6. Jahrhunderts im Auftrag des Ostgotenkönigs Theoderich die Historia Gothorum („Geschichte der Goten“) abfasste, griff er zeitlich viel weiter zurück. Da Cassiodors zwölfbändige Fassung nicht erhalten ist, steht nur die verkürzte Überarbeitung durch Jordanes (um 550, De origine actibusque Getarum, kurz Getica) als Quelle für die frühen Stammeslegenden zur Verfügung. Diese Stammeslegenden waren zwar vielleicht mündlich überliefert worden, wurden aber von Cassiodor zumindest nach einflussreichen historiografischen Modellen (Tacitus’ Germania) geordnet und zum Teil erfunden. Cassiodor trug zahlreiche skandinavische und skythische Völkerschaften, deren Namen der klassisch-antiken Geografie und Ethnografie teils schon seit Herodot bekannt waren (insbesondere die häufig mit den Goten verwechselten Geten), und offenbar auch ihre Königslisten zu einer Gotengeschichte zusammen. Erschwert wird die Auswertung der Getica zudem dadurch, dass unklar ist, wie viel von Cassiodors Werk in ihnen überhaupt bewahrt worden ist.
Gemäß der von Jordanes überlieferten Ursprungsgeschichte stammten die Goten vom sagenhaften Stammesgründer Gapt auf der Insel Scandza (Skandinavien) ab. Von dort seien sie unter König Berig mit drei Schiffen in Gothiscandza an der baltischen Küste gelandet und hätten sich nach fünf Generationen unter Filimer auf den Weg Richtung Süden gemacht. Die Spaltung des Volkes in West- und Ostgoten habe sich ereignet, als während der Überquerung eines großen Flusses die Brücke eingestürzt sei.
Diese Darstellung, die auch erst im 6. Jahrhundert bei dem oft wenig zuverlässigen Jordanes auftauchte, lässt sich jedoch nicht bestätigen. Sie ist wahrscheinlich vielmehr als ein topischer Herkunftsmythos anzusehen (siehe Origo gentis). So konnte durch die archäologische Forschung für die oft den frühen Goten zugerechnete Wielbark-Kultur (auch Willenberg-Kultur) keine signifikante Zuwanderung aus Skandinavien festgestellt werden. Der neueren Forschung zufolge ist eher davon auszugehen, dass diese Kultur östlich der Weichsel entstanden ist und sich ab dem 1. Jahrhundert langsam von dort aus nach Südosten verschob, während an der Weichselmündung einige Siedlungen noch bis ins 4. Jahrhundert fortbestanden.
Jüngste Analysen von DNA aus Gräbern, die der Wielbark-Kultur zugeschrieben werden, sprechen allerdings dafür, dass Menschen in diesem Raum tatsächlich von Einwanderern Nordeuropas abstammen, die sich mit der bereits ansässigen Bevölkerung mischten.
Es wird oft angenommen, dass die Goten aus dem Zusammenschluss unterschiedlicher Stämme entstanden. Denkbar ist, dass dem Namen „Goten“ besonderes Prestige anhaftete, weshalb er (ähnlich wie der der Hunnen) von ganz verschiedenen Gruppen geführt wurde. Gemeinsam ist den traditionell den Goten zugerechneten Gruppen, dass sie ihren Verstorbenen keine Waffen ins Grab legten, was für Germanen untypisch ist. Die Aussagekraft dieser Beobachtung ist aber inzwischen umstritten. Einige Forscher (wie etwa Michael Kulikowski) bestreiten inzwischen jeden Zusammenhang zwischen der Willenberg-Kultur und den Goten und nehmen an, es habe überhaupt keine Wanderung der Goten vor dem 3. Jahrhundert gegeben, da sich erst damals die Ethnogenese des Stammes vollzogen habe – und zwar an der Donau, in unmittelbarer Nachbarschaft zum Imperium Romanum. Genau wie Franken und Alamannen seien die Goten als neuer Großstamm erst an der römischen Grenze entstanden. Der Ausgang der Debatte darüber ist derzeit offen.
Von einer einigermaßen gesicherten gotischen „Geschichte“ kann erst von dem Moment an gesprochen werden, als die Goten mit Überschreitung der Donau 238 in den Horizont der römischen und griechischen Geschichtsschreiber traten.

#### „Gotensturm“
Jordanes berichtete: Als nach der Mitte des zweiten Jahrhunderts die Größe des Volkes immer mehr zugenommen habe, habe der Sage nach König Filimer den Entschluss gefasst, mit Heer, Frauen und Kindern auszuwandern. Nach traditioneller Ansicht zogen die Goten nun (relativ langsam) entlang der Weichsel flussaufwärts bis an die Donau und das Schwarze Meer. Auf ihrem Weg verdrängten sie, folgt man dieser Ansicht, die Markomannen, die den böhmischen Raum beherrschten, und lösten so nach Ansicht mancher Forscher die Markomannenkriege zwischen elbgermanischen Stämmen und Römern aus.

Gotische Wanderungen: 1. Götaland (grün); 2. Gotland (pink); 3. die Wielbark-Kultur, 2. Jahrhundert (rot); 4. die Tschernjachow-Kultur, 3. Jahrhundert (orange). (lila: Römisches Reich)

Wirklich unumstritten ist nur: Goten tauchten zu Beginn des 3. Jahrhunderts im Donauraum und an der Nordwestküste des Schwarzen Meeres auf. Archäologisch nachgewiesen ist nach Ansicht vieler Forscher eine Verschiebung von Teilen der Wielbark-Kultur in den Raum der Tschernjachow-Kultur (größtenteils in der Ukraine), während dies von anderen Gelehrten, die an eine gotische „Ethnogenese vor Ort“ glauben, mittlerweile vehement bestritten wird. Es begann an der Donau der teils als „Gotensturm“ bezeichnete Angriff gotischer Gruppen auf das Imperium. Dies fiel in die Zeit der Reichskrise des 3. Jahrhunderts, in der sich die innenpolitische Instabilität des Soldatenkaisertums mit außenpolitischen Bedrohungen an der Nord- und Ostgrenze des Imperiums verbanden.
Im Jahre 238 überfielen Goten zusammen mit den Karpen das römische Histria südlich der Donaumündung. In den einzigen diesbezüglich erhalten gebliebenen Fragmenten der zeitgenössischen Geschichtsschreibung, die aus dem Werk Skythika des griechischen Historikers Publius Herennius Dexippus (Dexippos) stammen, wurden sie, einem anachronistischen ethnographischen Topos für barbarische Völkerschaften aus dem Schwarzmeerraum gemäß, als Skythai bezeichnet. Nach Plünderung der Stadt und Erpressung von jährlichen Tributen zogen sie wieder ab. Als zehn Jahre später Kaiser Philippus Arabs nach Siegen über die Karpen die Zahlung der Tribute einstellte, fielen Goten unter ihrem Anführer Kniva im Jahr 250 mit mehreren großen Kriegergruppen nach Dakien, Thrakien, Moesien und Illyrien ein. Ein weiterer, allerdings wenig erfolgreicher Gotenführer (archon) scheint Ostrogotha gewesen zu sein, der in einem neu gefundenen Textfragment (Scythica Vindobonensia) erwähnt wird, das Dexippos zugerechnet wird. Der mittlerweile neue Kaiser Decius wurde in mehreren Schlachten besiegt und fiel schließlich in der Schlacht von Abrittus 251.
Der nächste Kaiser Trebonianus Gallus gestand den Goten wieder Tribute zu, wurde jedoch von Aemilianus gestürzt, der noch als Statthalter Kniva im Jahr 252 besiegt hatte und als Kaiser 253 die Zahlung einstellte. Erneut griffen die Goten Thrakien und Moesien an, wurden jedoch diesmal geschlagen. Nach erneutem Kaiserwechsel drangen die Goten 254 bis Thessaloniki vor. Mittlerweile waren viele römische Städte, die bisher unter dem Schutz der Pax Romana unbefestigt geblieben waren, stark befestigt, das Land litt unter den starken Verwüstungen.
Einige Goten gingen ab 255 zu seegestützten Angriffen über. Zunächst im Raum des östlichen Schwarzen Meeres, eroberten sie zusammen mit den Boranern 256 Pityus und Trapezunt. Ein gotischer Vorstoß 253 oder 262 wurde von einem lokalen Aufgebot unter Marianus und Gnaeus Curtius Dexippus in Zentralgriechenland gestoppt. Ab 257 durchfuhren die Goten erstmals den Bosporus und nahmen eine ganze Reihe kleinasiatischer Städte ein. Ein zweites Mal drang 268 eine große gotisch-herulische Armada im Verband mit starken Landstreitkräften gegen Byzanz vor, durchquerte die Dardanellen und fiel plündernd auf der Peloponnes ein. Kaiser Claudius Gothicus besiegte die Angreifer in der Schlacht bei Naissus und nahm als erster den Ehrentitel Gothicus an. Nachdem sein Nachfolger Aurelian weitere Siege auch nördlich der Donau errungen hatte, begann eine längere Friedenszeit zwischen Römern und Goten. Der Kaiser gab allerdings die nördlich des Flusses gelegene Provinz Dakien auf, die daraufhin von den Goten und ihren Verbündeten besiedelt wurde.

### Spaltung und weitere Ethnogenese
Mit dem Ende der Krise des römischen Imperiums unter Diokletian, der die inneren Wirren beendete und so die Abwehrkraft des Reiches wiederherstellte, beruhigte sich vorerst die Lage an der Donau wieder. In diese Zeit (um das Jahr 290) fiel die Spaltung der Goten in die Terwingen-Vesier/Westgoten und Greutungen-Ostrogothen/Ostgoten.
In diesem Kontext muss betont werden, dass die Terwingen nicht einfach die späteren Westgoten und die Greutungen nicht einfach die späteren Ostgoten waren. Vielmehr fand die Ethnogenese differenzierter statt: Teile der Terwingen verschmolzen später mit Greutungen und Teilen anderer Völkerschaften zu den Ostgoten, wie Teile der Greutungen an der Ethnogenese des Hauptteils der Terwingen zu den Westgoten teilnahmen. Zeitlich kann man grob sagen, dass die Westgoten in der Zeit der Ansiedlung im Römischen Reich in den Jahren ab 376 bis zum Königtum von Alarich I., die Ostgoten im Zeitraum von dem Niedergang des hunnischen Reiches (Mitte des 5. Jahrhunderts) bis zur Übersiedlung nach Italien unter Theoderich dem Großen (489) „entstanden“ sind.
In der Forschung herrscht jedoch keine Einigkeit darüber, inwiefern man beispielsweise bei den späteren Ostgoten von einem Gemeinschaftsgefühl sprechen kann. Falsch ist sicherlich die Vorstellung, dass die Goten ein ethnisch abgeschlossener Verband waren. Vielmehr reichte es wohl aus, dass Personen, die sich dem Verbund anschließen wollten, zur „Kerngruppe“ (vielleicht einer Führungsgruppe, die Träger eines „Traditionskerns“ waren) loyal verhielten. Tatsächlich lassen sich nicht unbedingt wirkliche ethnische Kontinuitätslinien nachweisen, da Ethnizität besonders in der Spätantike zahlreichen Schwankungen unterlag und möglicherweise vor allem die Bezeichnungen wanderten, wenn Kriegergruppen ihren Herrschaftsbereich in andere Gebiete verlegten.
Nach Ansicht von Forschern wie Michael Kulikowski zeigte sich um 300 erneut der römische Einfluss auf die gotische Ethnogenese – indem die Kaiser besonders die Terwingen systematisch unterstützt hätten, um sie als Verbündete zur Vorfeldkontrolle einzusetzen, hätten sie die Ausweitung des terwingischen Machtbereiches und die Festigung einer westgotischen Identität entscheidend befördert.

### Greutungen/Ostgoten

#### Greutungen

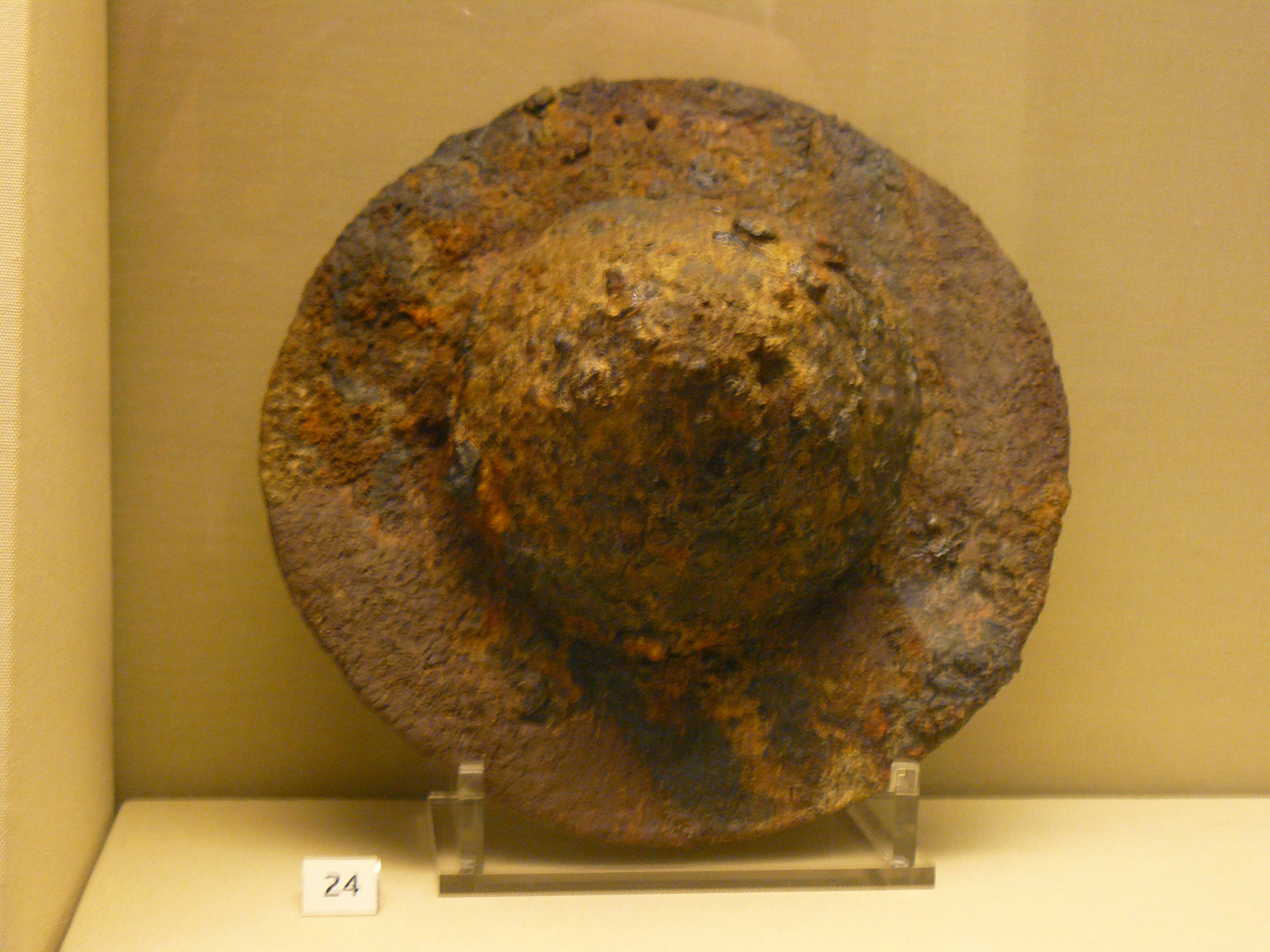
Gotischer Schildbuckel (4. bis 5. Jahrhundert) aus Kertsch (Krim)

Das Herrschaftsgebiet der Greutungen, das deren König Ermanarich beherrschte, soll vor dem Einfall der Hunnen 375 n. Chr. beachtlich gewesen sein. Genaueres lässt sich jedoch kaum sagen, da auch Ammianus Marcellinus, die wichtigste Quelle für diese Zeit, dazu kaum Angaben machte. Jordanes berichtete in Kapitel 119 seiner Getica, dass Ermanarich gegen Ende seiner Herrschaft die Venethi besiegt habe. In Kap. 116 zählte er einige der vorher unterworfenen Völker auf. Nicht alle Völker lassen sich identifizieren und lokalisieren. Aber die von ihm erwähnten Merens und Mordens sind als Merier und Mordwinen zu identifizieren. Die Imniscaris lassen sich als die in der Nestorchronik bezeugten Meščera erkennen. Bei den Wasinabroncas wird nach Abwandlung in Wasinabrocans ein Volk in üppigem teilweise sumpfigem Grasland vermutet, das sich aber nicht näher lokalisieren lässt. Wenn man Rogas Tadzans zu gotisch *Rōastadjans zusammenzieht, handelt es sich um „Wolgaanrainer“ (Rhōs ist der von den Mordwinen entlehnte gotische Name für die Wolga). Wenn man aus golthe scytha Thiodos das wohl später hineingerutschte scytha weglässt, so ergibt dies gotisch *Golthethiodos, was „Goldvölker“ bedeutet. Dieser Name muss sich auf den Ural beziehen, da nur dort Gold gefunden wurde. Nach Jordanes lebten die von Ermanarich unterworfenen Völker in einem Gebiet zwischen Ural und Wolga, vom Einzugsgebiet der Kama im Norden bis zum Uralfluss im Süden.
Die höchste Schätzung geht von einem gotischen Einflussbereich vom Baltikum bis zum Ural aus, was von den meisten modernen Forschern für übertrieben gehalten wird, zumal nicht sicher sei, ob Ermanarich über alle Greutungen geherrscht habe. Das Zentrum der greutungischen Herrschaft lag jedenfalls in der Ukraine und umfasste neben den Goten auch andere Volksgruppen. Als Ursache für diese Reichsgröße wird wie bei den späteren Rus der Fernhandel gesehen. Es handelte sich um die Pelze aus dem Eismeergebiet, um Gold aus dem Ural, um Wachs und Honig, eine Spezialität der Meščera, ein finno-ugrischer Name, der etymologisch auf Bienenbeute hinweist, nach Süden. Ermanarich gelang es schließlich, die den Ausgang der Wolga-Don-Route beherrschenden Heruler zu besiegen, was nur unter dem Gesichtspunkt des Handels sinnvoll war. Unter dem Aspekt des Fernhandels war das Reich des Ermanarich ein Vorläufer des mit gleicher Zielrichtung später entstehenden Reiches der Rus.
Der Prozess der Verreiterung unter dem Einfluss der iranischen Steppenvölker hatte zur Folge, dass der gepanzerte Lanzenreiter einen bedeutenden Teil der Streitkraft der Greutungen ausmachte – im Gegensatz zu den Terwingen, bei denen der Fußsoldat überwog. Der gotische Reiterkrieger trug Zweikämpfe zu Pferde aus und konnte große Entfernungen überwinden.
Spätestens im Jahre 375 überschritten die Hunnen den Don und unterwarfen das Reich der Alanen. Die hunnischen Reiter waren mit ihren damals neuartigen Reflexbögen und ihrer Überfalltaktik auch den gotischen Kriegern überlegen. Der gotische König Ermanarich, so erzählt es Ammianus Marcellinus, setzte nach dem Vordringen der Hunnen und mehreren Niederlagen seinem Leben selbst ein Ende. Die Greutungen wählten aus der Königsfamilie einen Nachfolger. Dieser fiel bereits nach einem Jahr und der ostrogothische Widerstand brach zusammen. Der Großteil des Volkes geriet unter die Oberherrschaft der Hunnen. Eine bedeutende Gruppe von Greutungen und Alanen verband sich mit abtrünnigen Hunnen, suchte Zuflucht im römischen Reich und verhalf den Terwingen/Westgoten ein Jahr später in der Schlacht gegen die Römer zum Sieg.
Der Großteil der Greutungen, auch die Gepiden, unterwarf sich den Hunnen und wanderte mit ihren Heeren in den Westen. Eine Minderheit blieb auf der Krim zurück und konnte sich lange als selbständige Kultur behaupten. Noch im 16. Jahrhundert wurde dort Gotisch gesprochen. Der flämische Gesandte Ogier Ghislain de Busbecq traf in Istanbul auf Krimgoten, von denen er einige Wörter überlieferte, wie reghen (Regen), stul (Stuhl) und handa (Hände). Die „Gotenburgen“, die Städte der Krimgoten, seien direkt in den Stein gehauen. In ihrer Hauptstadt Dori seien alle Straßen und Häuser mitten in den Fels gehauen.
Die unter hunnischer Herrschaft lebenden Goten passten sich den neuen Umständen offenbar an. Priskos berichtet, dass die gotische Sprache im Hunnenreich Attilas eine wichtige Verkehrssprache darstellte. Bei den unter den Hunnen lebenden Goten ist auch die Sitte der Schädelverformung nachweisbar. Hunnen nahmen gotische Namen an, wie auch umgekehrt Goten hunnische Namen trugen. Allerdings blieb das Verhältnis zwischen Goten und Hunnen ambivalent, es konnten sich offenbar auch immer wieder Gruppen von Goten der hunnischen Herrschaft entziehen (vgl. Radagaisus).

#### Ostgoten
Mit dem Niedergang der Hunnenherrschaft nach dem Tode Attilas befreiten sich Gepiden und andere unterworfene Völker 454 in der Schlacht am Nedao von den Hunnen. Die Goten hatten zunächst noch auf Seiten der Hunnen gekämpft, aber gewannen durch deren Niederlage ebenfalls ihre Unabhängigkeit. Während sich die Hunnen in den Osten zurückzogen, schlossen die Ostgoten einen Föderatenvertrag mit dem Römerreich und siedelten sich in Pannonien an. 469 schlugen sie eine Allianz mehrerer feindlicher Stämme unter Führung des Donau-Sueben Hunimund in der Schlacht an der Bolia. Der Sohn des Ostgotenkönigs Thiudimir, Theoderich, kam als Geisel an den Hof in Konstantinopel (wohl von 459 bis 469). Nach seiner Entlassung erkämpfte er sich die Herrschaft über einen Teil der Ostgoten auf dem Balkan und wurde 474 deren König. Zugleich gab es Ostgoten in oströmischen Diensten, wie den Heermeister Theoderich Strabo, den Rivalen des vorher genannten Theoderich. Erst nach dem Unfalltod Strabos 481 konnte sich Theoderich der Große endgültig durchsetzen.
Im Auftrag des Kaisers Zeno, der sich der Goten aus dem grenznahen Bereich Ostroms entledigen wollte, zog Theoderich 488 mit dem Großteil der Ostgoten nach Italien, um Odoaker zu vertreiben. Odoaker hatte 476 den letzten weströmischen Kaiser Romulus Augustulus abgesetzt und fortan als patricius das Land regiert. Die Goten marschierten 489 in Italien ein. Theoderich sollte Rom und Italien für das Imperium zurückerobern, bis der Kaiser selbst in den Westen kommen würde. Nach zweijähriger Belagerung der Residenzstadt Ravenna konnte Theoderich Odoaker in der Rabenschlacht besiegen. Obwohl beide sich bereits über eine gemeinsame Regierung Italiens geeinigt hatten, ermordete Theoderich seinen Gegenpart am 5. März 493 in Ravenna und herrschte fortan als princeps Romanus und „an Stelle des Kaisers“ über Italien. Zeno war 491 gestorben, und sein Nachfolger Anastasios I. erkannte Theoderich, der sich offenbar nochmals als rex akklamieren ließ, zunächst nicht an. 497/498 kam es zu einer vorläufigen Einigung zwischen Ravenna und Konstantinopel, wobei sich die Duldung der gotischen Herrschaft aus Sicht des Kaisers wohl nur auf Theoderich, nicht auf etwaige Nachkommen bezog. Ob Theoderich fortan eher als König eines italischen Ostgotenreiches zu sehen ist oder eher als weströmischer Regierungschef in der Tradition Ricimers, ist in der Forschung umstritten.
Nach Ausschaltung der Konkurrenz im eigenen Lager knüpfte die Herrschaft Theoderichs an die spätantike Verwaltungspraxis in Italien. Er war um einen Ausgleich zwischen Goten und Römern (die religiös Arianer bzw. Katholiken waren) bemüht, sowie um eine Konsolidierung seiner Macht durch Heirats- und Bündnispolitik. Er konnte jedoch nicht die Etablierung der fränkischen Herrschaft über Gallien verhindern, und nur die Mittelmeerküste blieb nach 507 zunächst gotisch. 511 machte er sich zum rex über die vier Jahre zuvor von den Franken besiegten Westgoten, während es im Inneren zu einer kulturellen Spätblüte Italiens kam. Die letzten Jahre des Theoderich wurden überschattet von wachsenden Spannungen mit Konstantinopel und Fehlentscheidungen wie der Hinrichtung des Boethius wegen Hochverrats. Theoderich starb 526 und zahlreiche Legenden über seinen Tod entstanden.
Es folgte eine schwerwiegende Nachfolgekrise. Als Vormund des designierten erst zehnjährigen Nachfolgers Athalarich regierte Theoderichs Tochter Amalasuntha. Ihr Vetter Theodahad entmachtete sie jedoch im Jahr 534. Ostrom griff unter dem energischen Kaiser Justinian ein und entfachte den Gotenkrieg, der sich wirtschaftlich und kulturell verheerend auswirkte. Der oströmische Feldherr Belisar landete 535 auf Sizilien und stieß rasch über Unteritalien bis nach Rom vor. Rebellierende Goten stürzten Theodahad und erhoben 536 Witichis zum rex, der Belisar bis 540 standhalten konnte. Dann zog Belisar in Ravenna ein und nahm Witichis gefangen.
Die Reste des Gotenheeres erhoben 541 Totila zum rex, dem es überraschend gelang, größere Teile Italiens zurückzuerobern. In den folgenden zehn Jahren wurde das Land durch den Krieg verwüstet. Auch der erneut entsandte Belisar konnte aufgrund zu geringer Truppenstärke – die kaiserliche Hauptarmee war durch einen Krieg gegen das persische Sassanidenreich gebunden – keine Entscheidung herbeiführen und wurde schließlich wieder abberufen. 552 wurde die neue oströmische Italienarmee (etwa 30.000 Soldaten) von Narses angeführt, der Totila 552 in der Schlacht von Busta Gallorum entscheidend schlug, wobei Totila den Tod fand.
Mit Niederlage und Tod von Totilas Nachfolger Teja 552 in der Schlacht am Mons Lactarius endete der Krieg. Die meisten Goten unterwarfen sich Narses. Die überlebenden Goten wurden teils zu oströmischen Untertanen, teils leisteten sie an einigen Orten noch bis 562 hinhaltenden Widerstand und teils schlossen sie sich den Franken und Langobarden an.

### Terwingen/Visigothen/Westgoten

#### Terwingen
Gegen Ende des 3. Jahrhunderts begannen die Terwingen, das von den Römern aus strategischen Gründen aufgegebene Dakien zu besiedeln. Bis kurz vor Beginn der Hunnengefahr blieb die Situation, bis auf kleinere gelegentliche Raubzüge der Terwingen, ruhig. Konstantin der Große hatte 332 einen Vertrag mit den Donaugoten geschlossen, die sich damit zur Waffenhilfe verpflichteten. Mit der Ära Athanarichs verschärften sich jedoch ab 365 die römisch-terwingischen Auseinandersetzungen wegen der schlechten Behandlung durch die römische Verwaltung. Athanarich, der einen römischen Usurpator unterstützt hatte, wurde 369 vom oströmischen Kaiser Valens entscheidend geschlagen, konnte aber dennoch einen günstigen Vertrag aushandeln. Die mittlerweile begonnene Christianisierung der Terwingen (hervorzuheben ist hier besonders Wulfila) führte zu Christenverfolgungen und der Bildung einer Opposition unter dem zum Arianismus übergetretenen Fritigern gegen Athanarich.
Obwohl Fritigern von Valens unterstützt wurde, behielt Athanarich vorerst die Oberhand. Dies änderte sich jedoch mit dem Anwachsen der Hunnengefahr, die Athanarich nicht abwenden konnte. Große Teile der Terwingen flohen 376 unter Fritigern mit Erlaubnis der Römer unter chaotischen Bedingungen ins Reich.

#### Visigothen

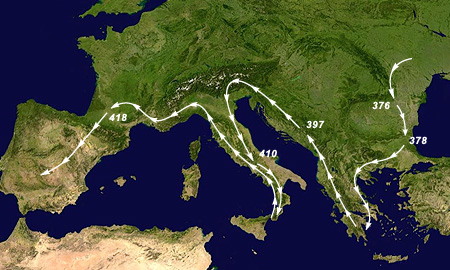
Die ungefähre Route der Westgoten – innerhalb von zwei Generationen durchquerten sie zwischen 376 und 418 das Römische Reich, bis sie im Westen sesshaft wurden.

Die Visigothen, die im Rahmen eines Ethnogeneseprozesses auf oströmischen Boden nach diesem Donauübergang im Jahr 376 entstanden, unterschieden sich von den Terwingen (sowie den Greutungen). Die Visigothen wurden bereits in den Getica des Jordanes fälschlicherweise als „Westgoten“ gedeutet. In der deutschen Geschichtsforschung und in von ihr beeinflussten Sprachen wie dem Russischen und Ukrainischen setzte sich die Bezeichnung „Westgoten“ für die Visigothen durch, in vielen anderen Ländern wird die Bezeichnung „Visigothen“ verwendet.
Kaiser Valens hatte im Jahr 376 nach monatelangen Verhandlungen den Terwingen unter Fritigern erlaubt, die Donau auf dem Balkan zu überschreiten und sich in Teilen Thrakiens anzusiedeln. Er sah in ihnen Rekruten für das ausgedünnte römische Heer. Eine Gruppe von Greutungen ebenso wie einige Alanen und flüchtige Hunnen schlossen sich den Terwingen an. Gegen diese Drei-Völker-Konföderation führte Kaiser Valens die gesamte östliche Hofarmee von etwa 30.000 Mann nach Thrakien. Sein Neffe Gratian sollte von Norden her mit seinen Elitetruppen anrücken, wurde jedoch durch einen plötzlichen Einfall der Alamannen aufgehalten und traf erst verspätet im Nordwesten des heutigen Bulgarien ein.
Da die Römer annahmen, dass das Heer der Visigothen nur aus 10.000 Mann bestünde, entschloss sich Valens trotz fehlender Verstärkung am Morgen des 9. August 378 bei Adrianopel zum Angriff. Der überraschend viel stärkere Gegner hatte sich hinter einer Wagenburg verschanzt. Zunächst wollten beide Seiten über eine friedliche Lösung verhandeln, doch begannen zwei römische Einheiten den Angriff ohne Befehl und es kam zur Schlacht von Adrianopel.
Zwei Drittel des römischen Heers, Kaiser Valens und fast alle Generäle und Stabsoffiziere wurden getötet. Die kampfstärksten Teile der römischen Armee im Osten waren damit weitgehend vernichtet. Die Folgen der Schlacht waren vielfältig. Die terwingischen Visigothen eroberten weitere Gebiete, die Christianisierung wurde gefördert und die römische Politik versuchte reichsangehörige Barbaren wirtschaftlich, politisch und rechtlich stärker zu integrieren. Dass Adrianopel den Zerfall des weströmischen Imperiums einleitete, wird inzwischen angezweifelt. Allerdings vermied die römische Außenpolitik nun Präventivschläge und verlegte sich auf Diplomatie und Tribute.

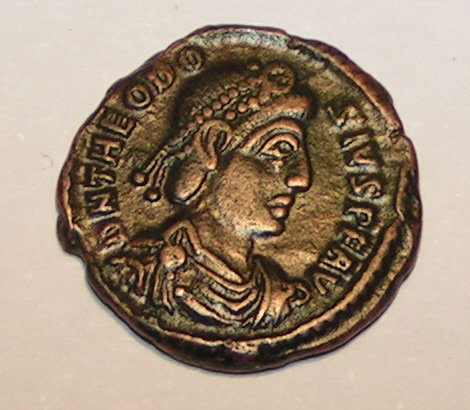
Darstellung Theodosius’ I. auf einer römischen Münze

Im Oktober 382 kam es zu einer vertraglichen Einigung zwischen den Visigothen und dem römischen Kaiser Theodosius I., der ab 379 als Mitkaiser Gratians den Osten beherrschte. Die Visigothen wurden als Foederaten zwischen Donau und Balkangebirge angesiedelt, konnten das Land steuerfrei nutzen. Sie erhielten Jahrgelder, mussten aber als Soldaten dienen. Ein Eheverbot zwischen Römern und Visigothen wurde erlassen. Das Gotenproblem war vorläufig gelöst und Theodosius verfügte wieder über eine schlagkräftige Armee, in welche die Visigothen eingebunden wurden, die sich ansonsten aber zu einem „Staat im Staate“ entwickelten. Der „Gotenvertrag“ wich nicht wesentlich von der römischen Praxis des foedus ab. Genauer Inhalt und Bedeutung des Gotenvertrages von 382 sind aufgrund der schlechten Quellenlage umstritten.
Möglicherweise aufgrund des hunnischen Drucks drangen ab dem Jahr 391 visigothische Verbände nach Süden vor. Dabei tötete der gegenüber Rom loyale Stammesführer Fravitta seinen Rivalen Eriulf. Als im Jahr 395 die Hunnen in großem Stil die Donau überschritten, verdrängten sie die ab 382 angesiedelten Visigothen unter Alarich I. auf andere Gebiete der Balkanhalbinsel und die Peloponnes. Im Jahr 394 hatten die Visigothen noch Theodosius im Bürgerkrieg gegen Eugenius unterstützt, fühlten sich aber nach dessen Tod nicht mehr an die mit ihm geschlossenen Verträge gebunden. Nachdem sie später von dem römischen Feldherrn Stilicho geschlagen worden waren, erhielten sie 397 ein neues foedus und wurden in Makedonien angesiedelt.
Im Jahr 401 zogen Alarichs Visigothen weiter durch das Ostreich (Balkan) und Italien, um sich schließlich 408 nach dem Tod Stilichos vor Rom festzusetzen. Alarichs Verhandlungen mit Kaiser Flavius Honorius blieben ohne Ergebnis. Am 24. August 410 nahmen Alarichs Truppen fast ohne Gegenwehr Rom ein und plünderten es drei Tage lang. Wegen der prekären Versorgungslage erwog Alarich nach Nordafrika überzusetzen, doch fehlte es an Schiffen. Auf dem Weg nach Norditalien starb er. Sein Nachfolger Athaulf führte die Visigothen nach Gallien.
Nach weiteren militärischen Konflikten (Vorstöße nach Hispanien, ein weiterer Versuch, nach Nordafrika vorzustoßen) erhielten die Visigothen nach einer Niederlage gegen kaiserliche Truppen im Jahr 418 erneut einen Föderatenvertrag und wurden von Constantius III. in Aquitanien angesiedelt. Dies war der Anfang des gallischen Reichs der Visigothen um Tolosa (das heutige Toulouse).

#### Das Tolosanische Reich
In den nächsten Jahrzehnten kam es immer wieder zu Auseinandersetzungen zwischen Römern und Westgoten sowie zwischen Römern und diversen anderen Germanenstämmen und schließlich zu der immer massiver werdenden Hunnengefahr. 451 kam es zur Schlacht auf den Katalaunischen Feldern. Dort standen sich auf der einen Seite die Hunnen, Gepiden, mehrere andere Germanenstämme sowie Ostgoten, auf der anderen Seite Römer, Gallier, ebenfalls diverse Germanenstämme und Westgoten gegenüber. Die Schlacht endete zwar unentschieden, aber der Nimbus der Unbesiegbarkeit Attilas war dahin. Der Legende nach starb der damalige König der Westgoten Theoderich durch einen Speerwurf des Ostgoten Andagis.
In der Folgezeit konsolidierte sich das Westgotenreich zunehmend. Theoderich II. nahm Einfluss auf die weströmische Politik und setzte seinen Bekannten, den vornehmen Gallo-Römer Avitus, als Kaiser durch. Nach dessen Tod kämpfte Theoderich II. gegen den weströmischen Heermeister Aegidius, der 458 die westgotische Belagerung von Arles aufhob. Als sich Aegidius 461 mit der Regierung in Ravenna zerstritt und sich nach Nordgallien absetzte, griffen die Westgoten im Auftrag des mächtigen Heermeisters Ricimer Aegidius an, der sie jedoch mit fränkischer Unterstützung 463 bei Orléans schlagen konnte. Eine römische Enklave in Nordgallien hielt sich unter Syagrius, dem Sohn des Aegidius, noch bis 486.
Besonders unter dem bedeutenden König Eurich, der in den 460er Jahren angesichts der Schwäche des weströmischen Kaisers den Föderatenvertrag kündigte und sich an die Eroberung der umliegenden gallischen Gebiete machte, erstarkte das Westgotenreich zusehends. Dabei trafen die Goten offenbar auf wenig Widerstand; vielmehr rückten sie vielerorts wohl einfach in die Position, die der Kaiser nicht mehr ausfüllen konnte. Es kam sowohl zur Konfrontation als auch zur Kooperation mit der gallorömischen Oberschicht. Spanien geriet zunehmend in den Fokus westgotischer Aktivitäten, wo Eurich sich festsetzen konnte. Mit dem Ende des Weströmischen Kaisertums im Jahre 476 wurde das Tolosanische Reich faktisch eigenständig und reichte in der Zeit seiner größten Ausdehnung von Hispanien, das in den 490er Jahren zwei große Einwanderungswellen erlebte, bis an die Loire.
Gegen die vordringenden Franken unter dem Merowinger Chlodwig I., die 486 das nordgallische Reich des Syagrius erobert hatten, verloren die Westgoten unter König Alarich II. nach der Niederlage in der Schlacht von Vouillé im Jahr 507 weitgehend ihre gallischen Länder. Danach waren sie auf die Iberische Halbinsel und einen schmalen, sehr wertvollen Streifen an der französischen Mittelmeerküste (Septimanien und die westlich anschließende Küste) beschränkt. Auch Tolosa ging verloren. Offenbar hatte Alarich II. die Bedrohung durch Chlodwig völlig unterschätzt und den Fall des Syagrius, den er noch an Chlodwig ausgeliefert hatte, nicht als Warnhinweis ernst genommen. Auch die Unterstützung durch gallo-römische Kontingente unter dem Senator Apollinaris konnte das Blatt nicht wenden. Alarich wurde in der Schlacht getötet und sein Sohn Amalarich übernahm zunächst die Herrschaft. Das Westgotenreich befand sich aber in Auflösung und konnte nur mit ostgotischer Hilfe gegen die Franken verteidigt werden. 511 gerieten die Westgoten zeitweilig unter ostgotische Herrschaft: Theoderich, die westgotische Anarchie ausnutzend, erklärte sich zu ihrem König.

#### Das Toledanische Reich

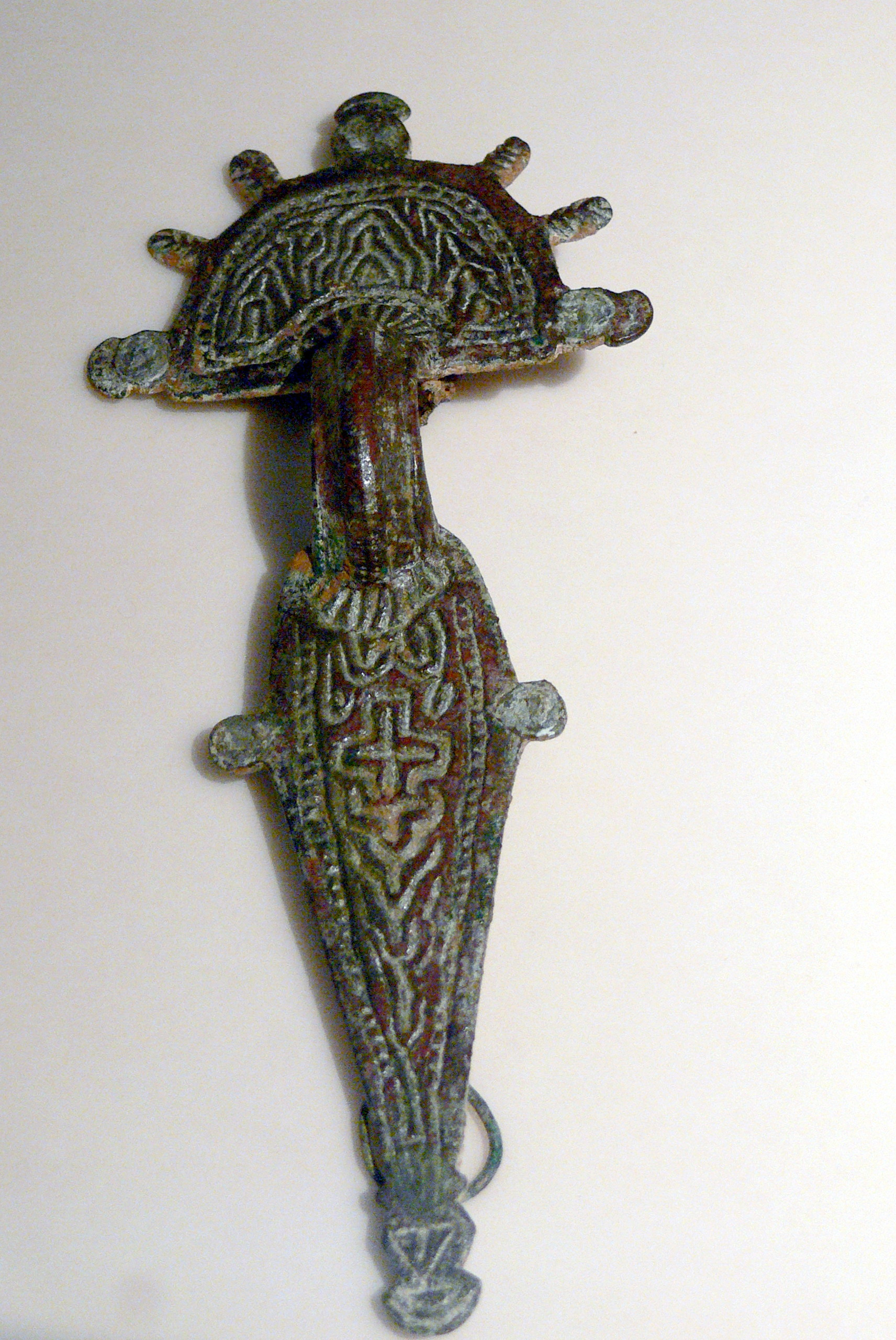
Westgotische Bügelfibel (6. Jahrhundert) aus Castiltierra, Spanien

Nach Theoderichs Tod wurden die Westgoten 526 wieder unabhängig, neue Residenz wurde Toledo. 531 musste erneut eine schwere Niederlage gegen die Franken hingenommen werden und der Verlust aller noch verbliebenen gallischen Gebiete bis auf Septimanien. Erst König Leovigild gelang es nach einer längeren Zeit der Wirren, ab den späten 560er Jahren das Reich zu konsolidieren und die Iberische Halbinsel schrittweise fast völlig unter westgotische Kontrolle zu bringen. Er unterwarf die Kantabrer und die Sueben im Nordwesten und drängte auch die Oströmer zurück, die unter Justinian ab 552 Gebiete im Süden um Córdoba und Carthago Nova erobert hatten. Die letzten kaiserlichen Festungen in Spanien kapitulierten aber erst in den 620er Jahren.
Leovigild (568 bis 586) war der erste Westgotenkönig, der sich ganz offen als souveräner Herrscher gab: Er hörte auf, das Bild des Kaisers auf seine Goldmünzen zu setzen und signalisierte damit, dass er die formale Oberhoheit Konstantinopels nicht mehr anerkannte. Zudem trug er als erster Westgote Krone und Purpur, und nach der Art der römischen Kaiser gründete er eine neue Stadt, Reccopolis, die nach seinem Sohn Rekkared benannt wurde. Doch die folgenden Jahrzehnte waren von häufigen Auseinandersetzungen um die Thronfolge geprägt. Es hatte sich unter römischem Einfluss eine Wahlmonarchie entwickelt und mächtige Adelsfamilien kämpften um die Krone. Das jeweilige Königshaus versuchte dagegen, eine Erbmonarchie durchzusetzen.

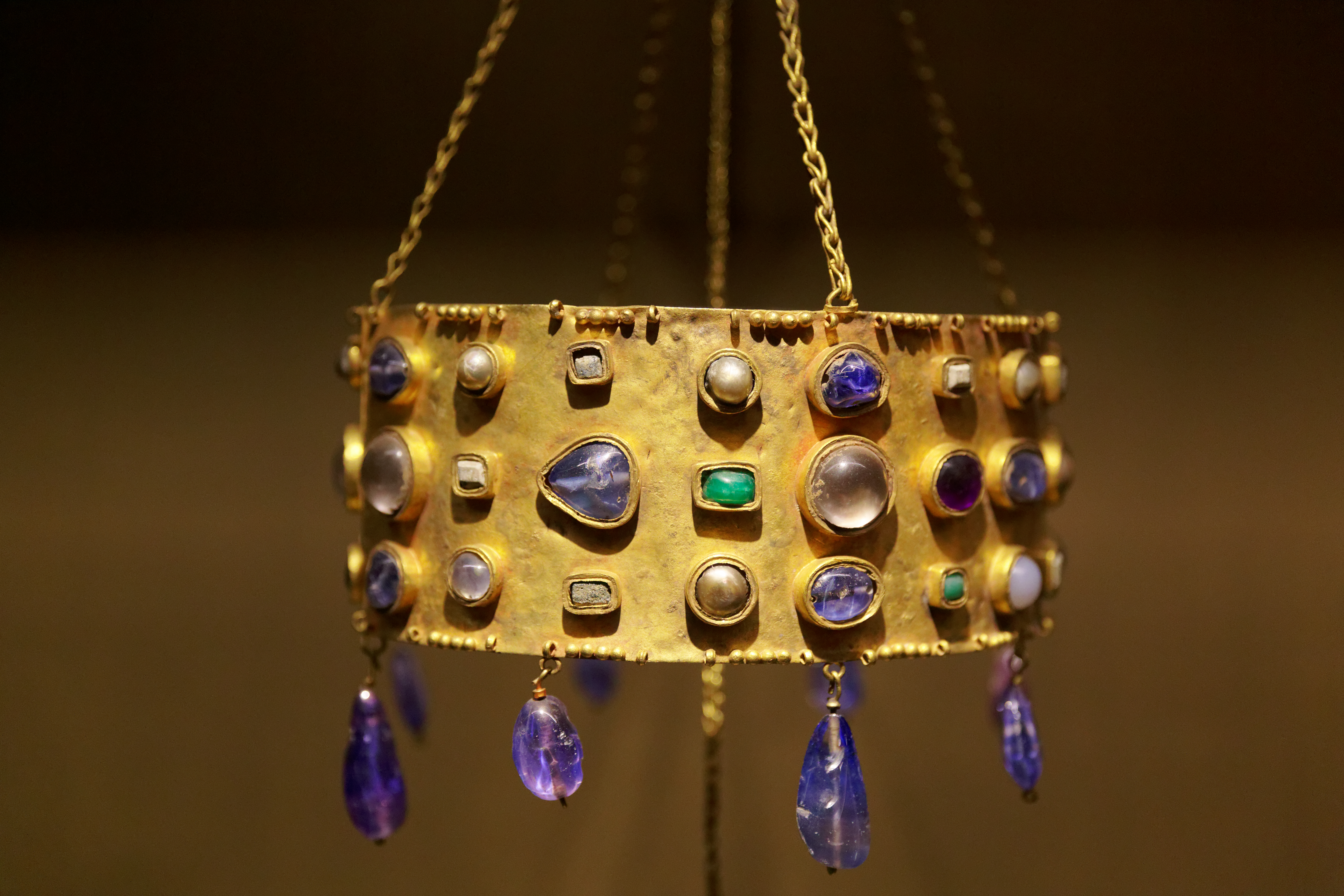
Westgotische Votivkrone aus dem Schatzfund von Guarrazar, 7. Jahrhundert, Musée national du Moyen Âge

Ein weiterer Machtfaktor war die katholische Kirche. Nachdem wiederholte Versuche der Könige gescheitert waren, die Mehrheit der Bevölkerung zum Arianismus zu bekehren, wählten sie schließlich den umgekehrten Weg: Nachdem König Rekkared I. bereits 587 zum Katholizismus übergetreten war, wurde auf dem dritten Konzil von Toledo 589 der Katholizismus Reichsreligion, worauf der Arianismus offenbar bald verschwand. Dadurch wurde die früher verbotene (wenn auch oft praktizierte) Vermischung der bisher arianischen Westgoten (wohl nur etwa zwei bis drei Prozent der Gesamtbevölkerung Hispaniens) mit den übrigen Bevölkerungsgruppen möglich. Als Folge schwand der Gebrauch der gotischen Sprache schnell zugunsten einer spätlateinischen oder frühspanischen Umgangssprache. Zum Zeitpunkt der arabischen Invasion 711 wird mit Ausnahme der höchsten Adelskreise niemand mehr die gotische Sprache verwendet haben. Die westgotischen Könige geboten in der Folgezeit faktisch uneingeschränkt über die Kirche, ohne Einmischung durch den Papst, womit die spanischen Bischöfe offenbar einverstanden waren.
Das späte 6. und frühe 7. Jahrhundert war eine kulturelle Blütezeit des Westgotenreichs, die durch eine zunehmende Verdrängung der visigothischen zugunsten der spätantiken römischen Elemente gekennzeichnet war. So war es kein Zufall, dass in diesem Umfeld Isidor von Sevilla wirken konnte, der sich bemühte, das ihm noch zugängliche Wissen der Antike zu bewahren. Auch sorgten Könige für die Fortsetzung der Rechtskodifikation, die bereits Eurich begonnen hatte und die sich bis ins 7. Jahrhundert fortsetzte. Doch brachen in der darauffolgenden Zeit die Thronkämpfe nicht ab. König Wamba (672–680) war dabei der erste westeuropäische Herrscher, von dem sicher bekannt ist, dass er sich nach alttestamentarischem Vorbild zum König salben ließ – ein Weg, die eigene Position zu stärken, der einige Jahrzehnte später im Frankenreich eingeschlagen wurde.
Nach dem Tod König Witizas wurde im Jahr 710 Roderich (Rodrigo) zum König gewählt. Aber die Muslime, die ganz Nordafrika erobert hatten, überquerten mit einem Expeditionskorps von mindestens 8000 Mann die Meerenge von Gibraltar. König Roderich befand sich gerade auf einem Feldzug gegen aufständische Basken. Er eilte mit nahezu dem gesamten gotischen Heer nach Süden, als bekannt wurde, dass ein muslimisches Heer (angeblich dank der Hilfe eines abtrünnigen byzantinischen Statthalters namens Julian) aus Nordafrika übergesetzt war. Entgegen anders lautenden Behauptungen in späteren Quellen steht nach derzeitigem Forschungsstand fest, dass der König nicht von Adligen aus den eigenen Reihen verraten wurde. Allerdings wurde er von den gotischen Großen offenbar dazu genötigt, die Schlacht anzunehmen, bevor sein Heer vollzählig versammelt war. In der Schlacht am Río Guadalete unterlag er den Invasoren. Die westgotische Hauptstadt Toledo fiel kampflos. Sevilla und einige große Städte konnten sich noch fast zwei Jahre gegen die in der Folge in großer Zahl ins Land strömenden Muslime halten. 719 war die muslimische Eroberung der Iberischen Halbinsel abgeschlossen. 725 wurde der letzte Rest des Reichsteils Septimanien nördlich der Pyrenäen von den Muslimen eingenommen. Der westgotische Adlige Theodemir schloss mit den Muslimen Frieden und konnte sich so ein erbliches Fürstentum unter muslimischer Oberhoheit sichern, diese Landschaft wurde nach ihm Tudmir benannt.
Von Asturien aus begann ab 722 unter dem westgotischen Adligen Pelagius (Pelayo) die später so genannte Reconquista (Rückeroberung der Iberischen Halbinsel durch die Christen). Nach dem Zusammenbruch des Westgotenreichs war auch Asturien vollständig unter muslimische Herrschaft geraten, doch im Jahr 718 wurde Pelayo von Aufständischen zum König oder Fürsten gewählt. Er gründete das Reich Asturien, dessen Herrscher sich später als Nachfolger der Westgotenkönige betrachteten.
Die westgotischen Spuren in der spanischen Kultur sind minimal, zumal die Zahl der Westgoten nie besonders groß war. Allerdings führten nicht wenige Granden noch sehr lange – zum Teil bis heute – ihr Geschlecht mit Stolz auf tatsächliche oder vermeintliche germanische Vorfahren zurück.

## Die Kultur der Goten
Zu beachten ist, dass es nach der Ansiedlung der Westgoten und der Ostgoten auf römischem Gebiet zu einer unterschiedlich stark ausgeprägten Aneignung der römischen Kultur durch die Goten kam, wenngleich freilich immer noch Unterschiede bestanden (Anthropomorphe Felsgräber der Iberischen Halbinsel). Umgekehrt hat die islamische Kultur im mittelalterlichen Spanien viel von den Westgoten übernommen, so die Form der Säulenkapitelle in ihren Moscheen. Das lässt sich besonders in Andalusien nachvollziehen.

### Sprache
Das Gotische ist Hauptvertreter des ostgermanischen Sprachzweiges, zu dem auch Vandalisch und Burgundisch gezählt werden. Da es durch Wulfila mehrere Jahrhunderte früher als alle anderen germanischen Sprachen eine Schrift erhielt und somit als erste germanische Sprache den Rang einer Schriftsprache erreichte, ist das überlieferte Gotisch altertümlicher als etwa das Altenglische oder das Altnordische. Es steht wohl in manchem dem Gemeingermanischen näher.
Das Gotische ist bis auf Spuren, die es im Wortschatz romanischer Sprachen hinterlassen hat, ausgestorben. Bis zum 17./18. Jahrhundert existierten möglicherweise auf der Krim noch Reste: das Krimgotische.

### Religion
Die ursprüngliche Religion der Goten ist den germanischen Religionen zuzuordnen. Wie für andere germanische Religionen ist für die Religion der Goten die Quellenlage schlecht.
Jordanes berichtet, dass die Goten ihre Könige nach einem Sieg nicht mehr als gewöhnliche Menschen betrachteten, sondern sie als Halbgötter (semidei), auf Gotisch ansis, bezeichneten (Getica 13). Beim Namen „ansis“ scheint es sich um die gotische Form des Namens der Asen zu handeln. Bei den Westgoten stand möglicherweise der Kriegsgott Tyz an erster Stelle. Ein gotischer Wodan-Odin ist nicht sicher überliefert. Daneben wurden die Donau und andere Flüsse als Gottheiten verehrt. Der Flussgott empfing Menschenopfer und auf seinen Namen wurden Eide geleistet. Schlachten wurden mit Preisliedern auf die Ahnen und die Götter und dem Trinken von Met eröffnet. Die Priester und Schamanen (auch Priesterinnen) der einzelnen Stämme verehrten lokale Gottheiten. Einen gemeinsamen Kult aller Goten (oder auch nur aller Westgoten) gab es anscheinend nicht.

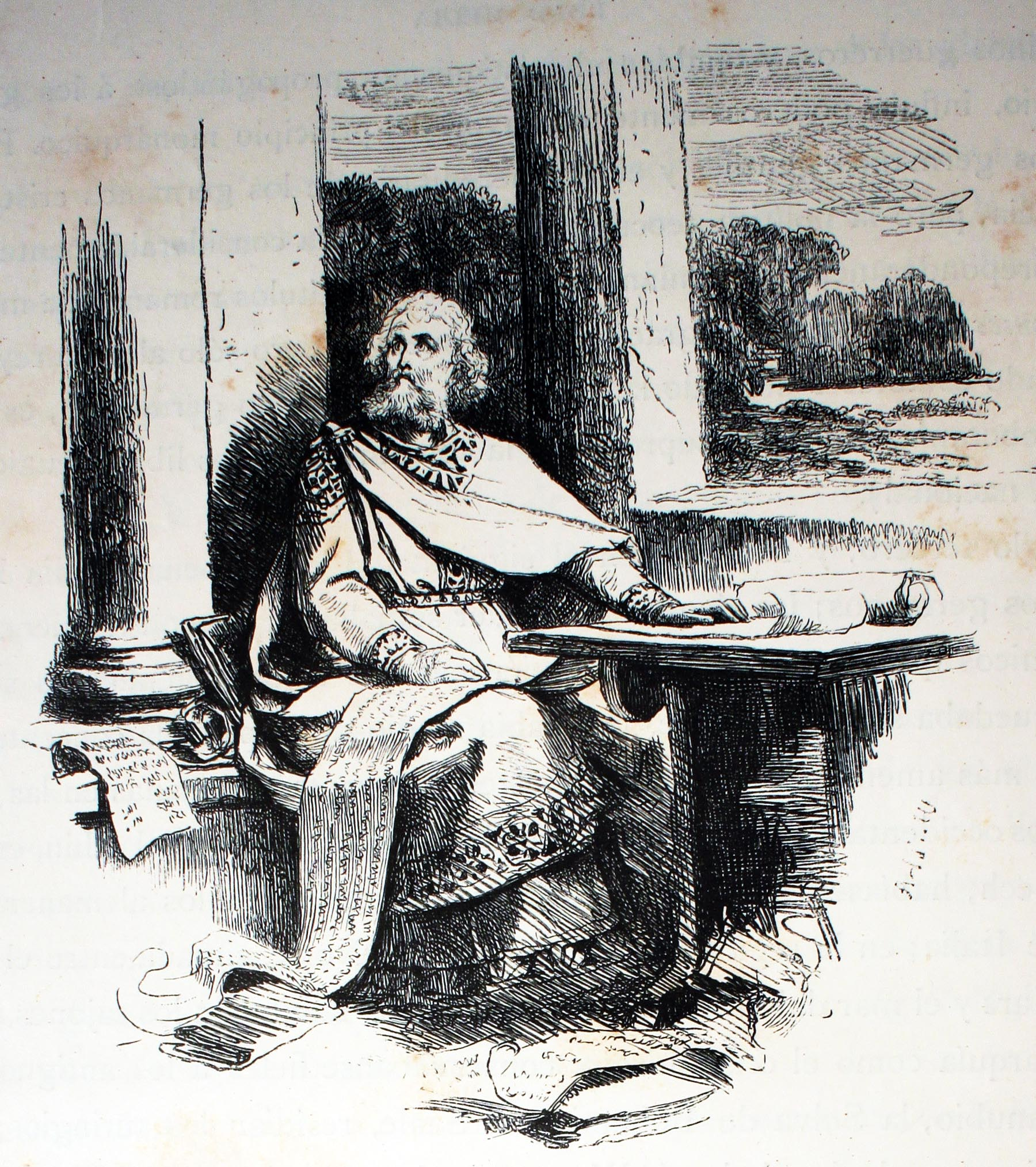
Wulfila übersetzt die Bibel – Illustration nach der Sichtweise aus dem Jahr 1879 von Wilhelm Lindenschmit

Schon im 3. Jahrhundert kamen die Goten mit dem Christentum in Berührung, da sich unter den Gefangenen, die sie bei ihren Raubzügen auf römischem Gebiet machten, auch Christen befanden, die bei den Goten Bekehrungsversuche unternahmen. Der erklärte Feind Roms Athanarich, der bis 375 als Richter (lateinisch iudex) der gewählte Sprecher der westgotischen Kleinkönige war, verfolgte vor 346 und 369–372 die gotischen Christen im Namen der gotischen Gottheiten.
Das Christentum verbreitete sich sozial gesehen von unten nach oben. Die terwingische Oberschicht sah darin eine Bedrohung der religiösen und sozialen Ordnung und verdächtigte die Christen der Kollaboration mit den Römern. Daher kam es zu Christenverfolgungen. So ließ Athanarich Christen mitsamt ihren Häusern verbrennen, der Gote Wingurich zündete volle Kirchen an.
Im Laufe dieser Konflikte verbündete sich Athanarichs Gegenspieler, der zum arianischen Christentum übergetretene Fritigern, mit dem oströmischen Kaiser Valens und stand damit auf Seiten Roms. Bei innergotischen Kämpfen im Jahre 367 zwischen Athanarich und Fritigern konnte sich ersterer durchsetzen. Dies hatte folgenreiche Auswirkungen auf das Verhältnis zu Rom, und auch die Christen mussten stark darunter leiden.

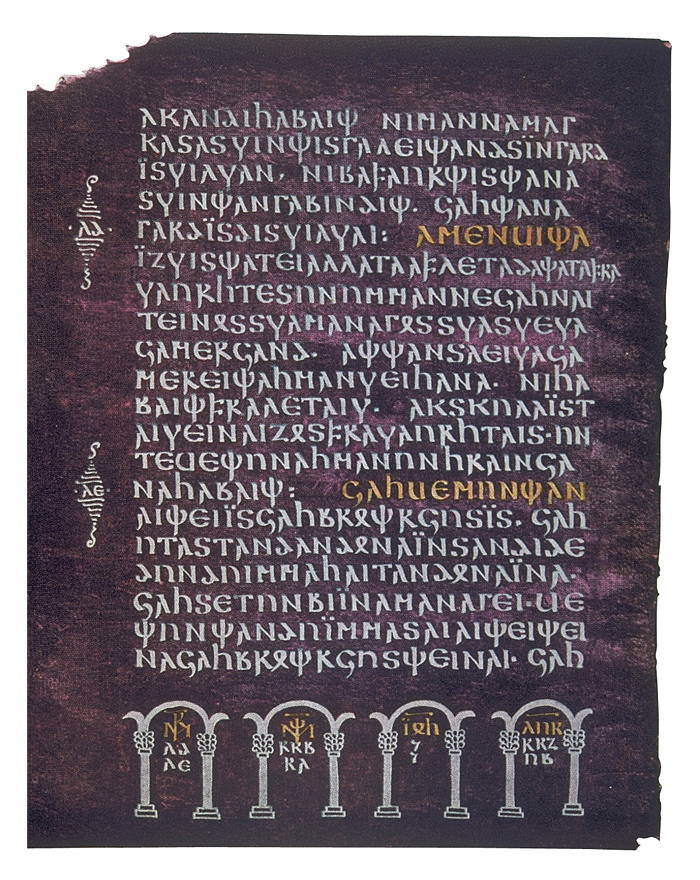
Blatt 16^{v}, enthaltend, aus dem Codex Argenteus, einer Abschrift der Wulfilabibel

Der gotische Bischof Wulfila schuf mit seinen Helfern die erste germanische Bibelübersetzung (Wulfilabibel), nachdem er bei der ersten Christenverfolgung aus dem Gotenreich vertrieben und vom römischen Kaiser Konstantius II. im Landstreifen östlich der unteren Donau angesiedelt worden war. Er übersetzte sie teils auf Grundlage von bereits von lateinischen und griechischen Missionaren übersetzten Stücken, ab 350 bis zum Jahre seines Todes 383. Das besterhaltene Exemplar ist der Codex Argenteus – ein königliches Manuskript auf purpurn gefärbtem Kalbspergament, mit silberner und goldener Tinte geschrieben. Es beweist die Wertschätzung, die diesen identitätsstiftenden Bemühungen noch im 6. Jahrhundert entgegengebracht wurden. Wulfila selbst wurde wahrscheinlich schon bei seiner Geburt getauft, dreisprachig erzogen und erhielt eine rhetorische Bildung. Um 341 etwa muss er seine Weihe zum Bischof der Christen im gotischen Land erhalten haben.
Über die Christianisierung der Ostgoten ist nicht viel bekannt. Spätestens die pannonischen Goten unter Theoderich galten als arianisch.

### Sippen
Es sind dank Jordanes vier Königssippen der Goten überliefert: die Amaler, die Balthen, die Berig- und die Geberich-Sippe. Umstritten ist, wie alt diese Geschlechter tatsächlich waren; inzwischen gehen viele Forscher davon aus, dass sich ein regelrechtes Königtum bei den gotischen Verbänden erst spät etablierte und die Vorgeschichte der Geschlechter Fiktion ist. Stammvater der halbgöttlichen Amaler war laut Jordanes Amal, legendärer Urenkel des Gapt, dessen Urenkel wiederum ein gewisser Ostrogotha war, der „Vater der Ostgoten“. Cassiodor bringt sie mit den A(n)ses (vgl. die nordischen Asen), den Göttern, in Verbindung. Der erste historische Amaler war Ermanarich, ein weiterer prominenter Vertreter dieses Geschlechts war Theoderich der Große. Die deutsche Heldensage bewahrt den Namen des Königsgeschlechts als Amelungen. Die visigotischen Balthen (die „Kühnen“, englisch bold) nahmen den zweiten Rang ein. Zu ihnen zählten Alarich I., Ricimer und Gesalech. Aus der Berig-Sippe sind nur Berig selbst, ein ansonsten unbekannter Gadarig sowie Filimer bekannt. Zur Sippe von Geberich gehörte neben dem Namensgeber möglicherweise auch Kniva. Die politisch motivierte Überlieferung des 6. Jahrhunderts sieht die Amaler und Balthen als legitime Herrscher der Ost- und Westgoten an.

### Herrschaftsaufbau
Das Herrschaftsgebiet der Goten war die gutþiuda, unterteilt in Kleinstämme, die kunja. Letzteren standen die Häuptlinge (reiks) vor, die in dem Rat (gafaúrds) zusammentraten. Bei Gefahr wurde ein Richter (kindins) bestellt. Richter oder Rat bestellten für militärische Unternehmungen einen Heerführer (drauhtins). Das Land wurde beherrscht von der Aristokratie in Haus (gards) und Burg (baúrgs) in Konkurrenz zum genossenschaftlichen Dorf (haims).
Im Laufe der Zeit, besonders mit den Wanderungen, setzten sich immer stärker die Elemente des germanischen Heerkönigtums durch: Der König þiudans wurde von der Versammlung der Krieger auf den Schild gehoben (was zum geflügelten Wort wurde). Diese Entwicklung mündete schließlich in der Konkurrenz von Wahlkönigtum und Erbmonarchie der spanischen Westgoten. Der Ostgotenkönig Theoderich („der Große“) verstand sich hingegen als römischer Bürger und latinischer König, Flavius rex. Sein Bestreben war es, die gotische Geschichte zu einem Teil der römischen zu machen.

## Nachwirkung

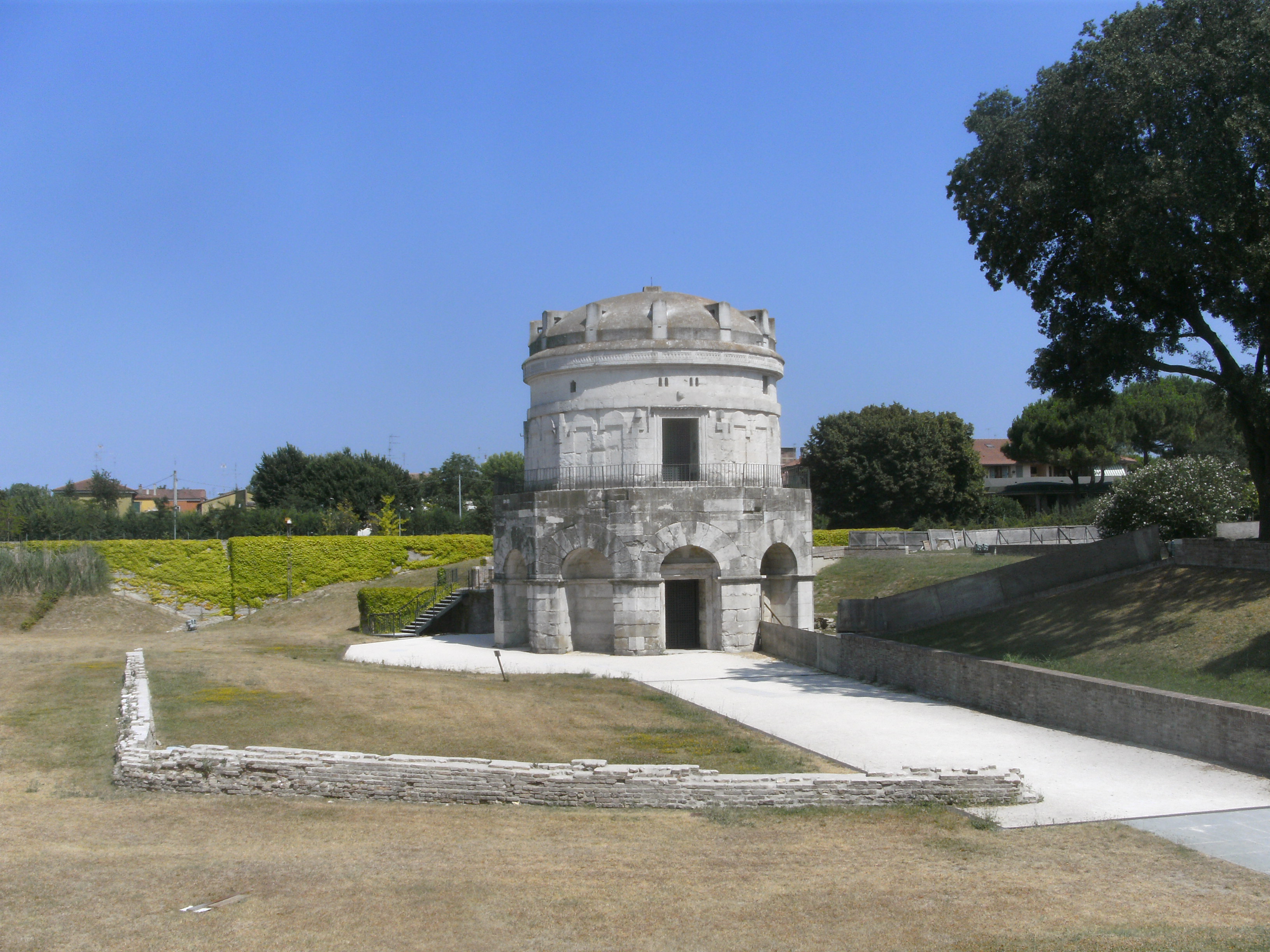
Das Grabmal Theoderichs des Großen in Ravenna

- Die Flucht westgotischer Adliger nach Asturien wurde zum Teil der spanischen Geschichte. Der spanische Thronfolger trägt noch den Titel „Fürst von Asturien“. Asturien war aber nie westgotisches Siedlungsgebiet. Bereits zuvor waren die im Kernland um Toledo siedelnden Westgoten weitestgehend romanisiert gewesen, was durch das Fehlen eines für die Westgoten typischen archäologischen Fundhorizonts im 7. und 8. Jahrhundert belegt wird. Die im Westgotenreich entstandene Mischbevölkerung wurde im Emirat und späteren Kalifat von Córdoba teilweise islamisiert (siehe Mozaraber).
- Im Mittelalter diente die Berufung auf die Goten dazu, die Reconquista (Wiedereroberung) und die Wiederbesiedlung entvölkerter Regionen historisch zu legitimieren. Ab dem 15. Jahrhundert und bis in die Moderne wurden die Goten auch von Schweden vereinnahmt (mit Berufung auf Jordanes). Jedoch ist eine Verbindung mit den in Südschweden siedelnden Guten (Gotland) und Gauten (Östragötha und Västragötha) sowie eine Verbindung zum Epos Beowulf umstritten.
- Das Mausoleum des Theoderich in Ravenna ähnelt ein wenig dem Grabmal Konstantins. Theoderichs Gebeine sind jedoch verschollen.
- Das berühmteste Kunstwerk der Goten ist sicher der Codex Argenteus, die Silberbibel, geschrieben mit Silber- und Goldtinte auf Pergamentseiten, die mit dem Rot der Purpurschnecke gefärbt wurden: ein unschätzbar wertvolles Manuskript und eine der wichtigsten Handschriften der Spätantike. Es entstand im frühen 6. Jahrhundert in Italien und liegt heute in Uppsala. Ein einzelnes Blatt dieses Werkes wurde 1970 in einem Schrein im Speyerer Dom gefunden.
- Der 1837 entdeckte Schatz von Pietroasa, im Nationalmuseum von Bukarest, gehört zu den prachtvollsten Funden, welche den Goten zugeschrieben werden. Möglicherweise wurde er vor den Hunnen verborgen. Im Schatz enthalten sind zahlreiche spätantike Silbergefäße und die berühmten Adlerfibeln. Der Adler war seit der Zeit am Schwarzen Meer das gotische Symbol schlechthin.
- Der Schatzfund von Guarrazar bei Toledo enthält unter anderem Weihekronen zweier westgotischer Könige.

## Quellenlage

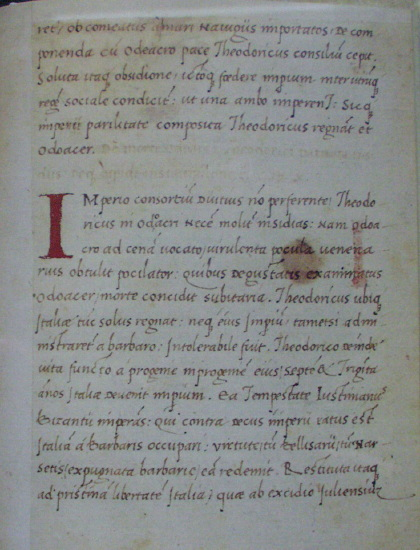
Das Edictum Theoderici (Fragment), eine Sammlung von Rechtsvorschriften für Römer und Goten